# Kepler-296f
Kepler-296f – planeta pozasłoneczna zaliczana do typu superziemi, o promieniu 1,8 razy większym od promienia Ziemi. Krąży wokół gwiazdy Kepler-296 położonej w gwiazdozbiorze Smoka i jest najdalszą z pięciu znanych planet tego systemu. Istnienie tej planety stwierdzono za pomocą metody tranzytu dzięki danym z Kosmicznego Teleskopu Keplera.

## Charakterystyka
Kepler-296f krąży w ekosferze gwiazdy, temperatura równowagowa jej powierzchni (bez uwzględnienia wpływu atmosfery) wynosi według różnych ocen od 194 do 199 K. Nowe dane z Teleskopu Keplera pozwoliły w 2015 roku zweryfikować oceny jasności gwiazdy i rozmiarów ekosfery. Gwiazda centralna okazała się być słabsza niż wcześniej sądzono, planeta f krąży zatem w zewnętrznej części ekosfery.  Indeks podobieństwa do Ziemi (ESI) dla tej planety wynosi 0,60 i jest niższy niż dla Marsa w Układzie Słonecznym. Równocześnie okazało się, że planeta Kepler-296e orbituje w ekosferze i jest ciałem bardziej sprzyjającym powstaniu życia.